# Bourse de Luxembourg
 (mars 2017).
La Bourse de Luxembourg a été fondée en 1928.
Elle est basée au Luxembourg, à Luxembourg, au 35A boulevard Joseph II.
Le président du conseil d'administration est Frank Wagener (en) et le président du comité exécutif et CEO est Julie Becker.
La Bourse a des sessions de pré-ouverture de 07 h 15 à 09 h 00 et des séances de négociation normales de 09h00 à 17h35 du lundi au vendredi inclus, sauf pour les jours fériés déclarés par la Bourse à l'avance.

## Obligations
La Bourse de Luxembourg est spécialisée dans la cotation des obligations internationales où elle occupe la première place en Europe avec 25 831 titres de créance cotés en août 2016. En 1963, avec l'émission d'obligations italiennes Autostrade, la Bourse de Luxembourg est devenue la première à inscrire une euro-obligation, un titre international libellé dans une monnaie non originaire du pays où il a été émis. À ce jour, le Luxembourg a maintenu une position dominante sur les émissions obligataires européennes avec environ 40 % de tous les titres transfrontaliers en Europe cotés au Luxembourg.
Plus de 70 pays recensent au moins une partie de leur dette souveraine au Luxembourg. Le Luxembourg est également un marché privilégié de la dette pour les entités supranationales telles que la Banque européenne pour la reconstruction et le développement, la Commission européenne, la Banque européenne d'investissement et la Banque mondiale.
En 2007, la Bourse de Luxembourg a été la première bourse du monde à lister une obligation verte émis par la Banque européenne d'investissement. En 2016, la Bourse a émis des obligations vertes d'une valeur de 18.2 milliards d'euros.

## Luxembourg Green Exchange
En septembre 2016, la Bourse de Luxembourg est devenue la première bourse mondiale à introduire une plate-forme pour les instruments financiers verts : le Luxembourg Green Exchange (LGX). LGX rassemble des émetteurs qui consacrent 100 % des fonds recueillis aux investissements verts. Elle exige que les titres verts respectent des critères d'admissibilité stricts :
- Déclarer le titre vert, basé sur la taxonomie ICMA GBP5 ou CBI6, ou équivalent. Au cours du processus de demande, l'émetteur doit indiquer clairement la nature verte du titre.
- Usage de procédés. La divulgation claire que le produit est exclusivement utilisé pour le financement ou le refinancement de projets qui sont 100 % verts, selon la taxonomie GBP ou CBI admissible.
- Examen ex-ante et rapports ex-post. L’émetteur s’engage à fournir à la fois un examen externe indépendant et un rapport ex-post.

En janvier 2017, LGX affiche des titres verts d'une valeur de plus de 45 milliards d'euros, dont la première obligation verte souveraine émis par la République de Pologne.

## Actions
Le principal indice boursier de la Bourse de Luxembourg est l'indice LuxX, un indice pondéré des neuf titres les plus importants par capitalisation boursière flottante. L'indice a été fixé à 1 000 le 4 janvier 1999, premier jour de cotation après l'adoption de l'Euro par le Luxembourg. Les neuf sociétés composant actuellement la liste sont :
| Entreprise                                     | Secteur                  | Pays | Valeur  |
| Aperam ne                                      | Métaux                   | LUX  | 14,80 % |
| Arcelor Mittal                                 | Acier                    | LUX  | 20,00 % |
| Brederode                                      | Investissement           | LUX  | 3,62 %  |
| Luxempart                                      | Investissement           | LUX  | 2,56 %  |
| Reinet Investments                             | Investissement           | LUX  | 18,72 % |
| RTL Group                                      | Médias                   | LUX  | 18,76 % |
| SES                                            | Télécommunications       | LUX  | 20,00 % |
| Socfinaf                                       | Extraction de ressources | LUX  | 0,77 %  |
| Socfinasia                                     | Extraction de ressources | LUX  | 0,77 %  |
| Source: Bourse de Luxembourg, 30 December 2016 |                          |      |         |

## Histoire
Une loi établissant une bourse de valeurs à Luxembourg a été adoptée le 30 décembre 1927 . L'Arrêté grand-ducal du 22 mars 1928 a défini les modalités d'exécution de la loi . La société a été constituée en société anonyme de la Bourse de Luxembourg le 5 avril 1928, avec une émission initiale de 7 000 actions, chacune évaluée à 1000 francs luxembourgeois .
Le 1er février 1929 la première liste des banques, banquiers et agents de change admis à traiter des opérations à la Bourse de Luxembourg a été publiée ,,.
Le 27 avril 1929 la liste officielle des valeurs admises à la cotation (obligations et actions) à la Bourse de Luxembourg a été publiée ,,.
Le premier jour de marché à la bourse était le 6 mai 1929.
En mars 2014, LuxSE a déménagé dans son nouveau siège — le bâtiment Aurora — construit selon les normes BBC.
En 2015, la Bourse a célébré le 10e anniversaire de son marché Euro MTF.

## Accords avec les autres Bourses
En novembre 2000, LuxSE a signé un accord avec Euronext. Dans le cadre de cette convention, les transactions au Luxembourg sont générées par la plate-forme universelle de négociation d'Euronext (UTP) permettant aux membres existants d'Euronext d'activer un statut de membre croisé sur notre bourse.